# 鎌倉岳 (田村市)
鎌倉岳（かまくらだけ）は、阿武隈高地中部、福島県田村市常葉（ときわ）地区に位置する標高967mの山である。東北百名山ならびにうつくしま百名山の一つに選ばれている。
阿武隈高地内には同県古殿町竹貫（たかぬき）にも同名の鎌倉岳（標高669m）があり、「竹貫の鎌倉岳」、「常葉の鎌倉岳」と呼ばれ区別されている。

## 概要
比較的なだらかな山が多い阿武隈高地の中では珍しく、鋭く天を突くような山容が特徴的な山で、阿武隈の異端児と呼ばれる。
山頂部には天日鷲神社の石祠があり、三等三角点と方位盤が設置されている。山頂周辺は展望の良い岩峰となっており、南には阿武隈最高峰の大滝根山や高柴山、西には移ヶ岳や安達太良山、吾妻連峰、北側には日山や竜子山などを望むことができる。

## 登山
南側の萩平コースや北側の小塚コースなど各方面より計6本の登山道が開かれている。登山口から山頂までの標高差はいずれも400 - 500m程、コースタイムは片道1時間から1時間半程度である。
- 椚平（くぬぎだいら）コース
- 萩平（はぎだいら）コース　- 登山口に駐車場・トイレが設置されており、最も利用されているルート。
- 鰍（かじか）コース
- 小塚（こづか）コース
- 強梨（こわなし）コース
- 西戸（にしど）コース

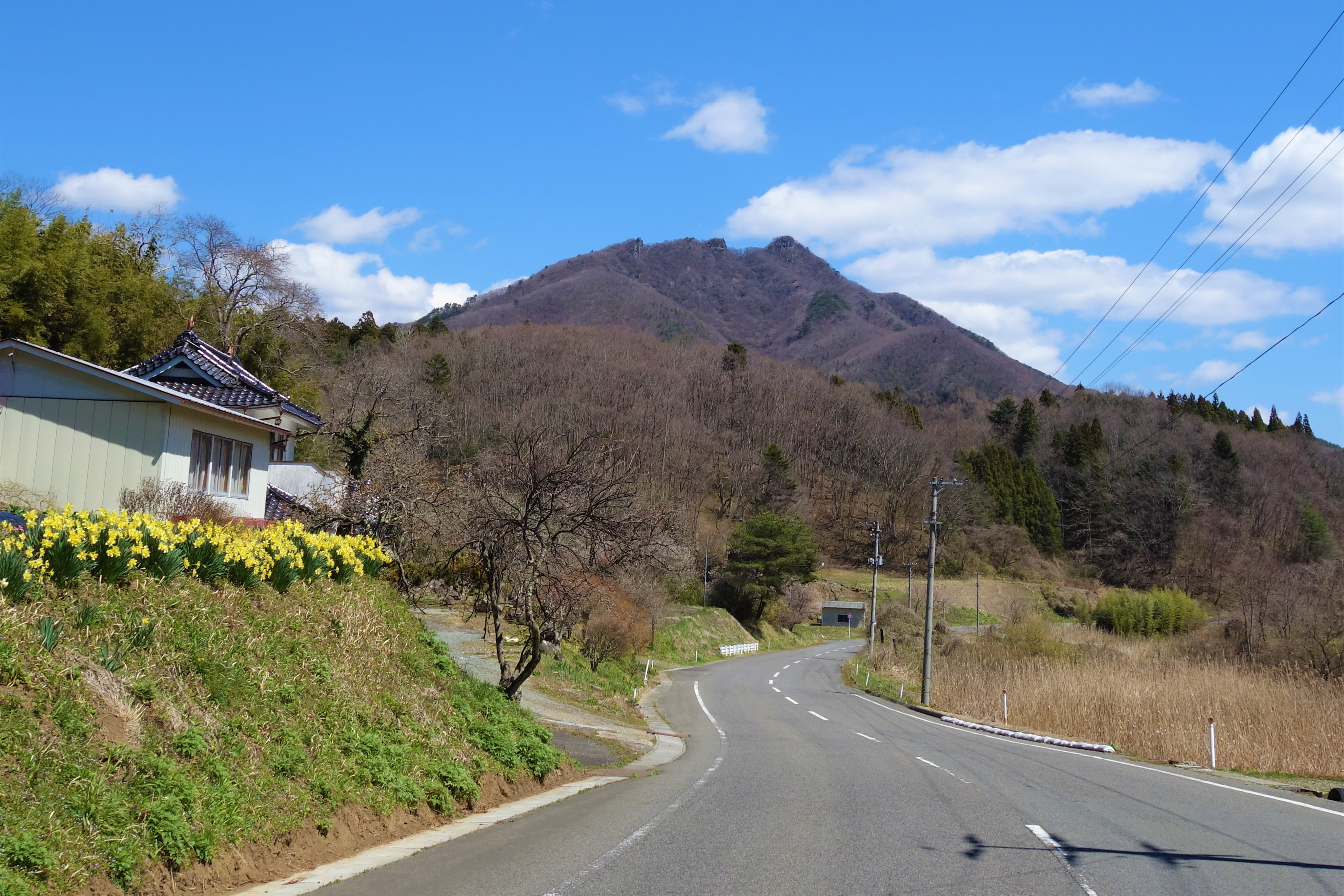
常葉町からの鎌倉岳
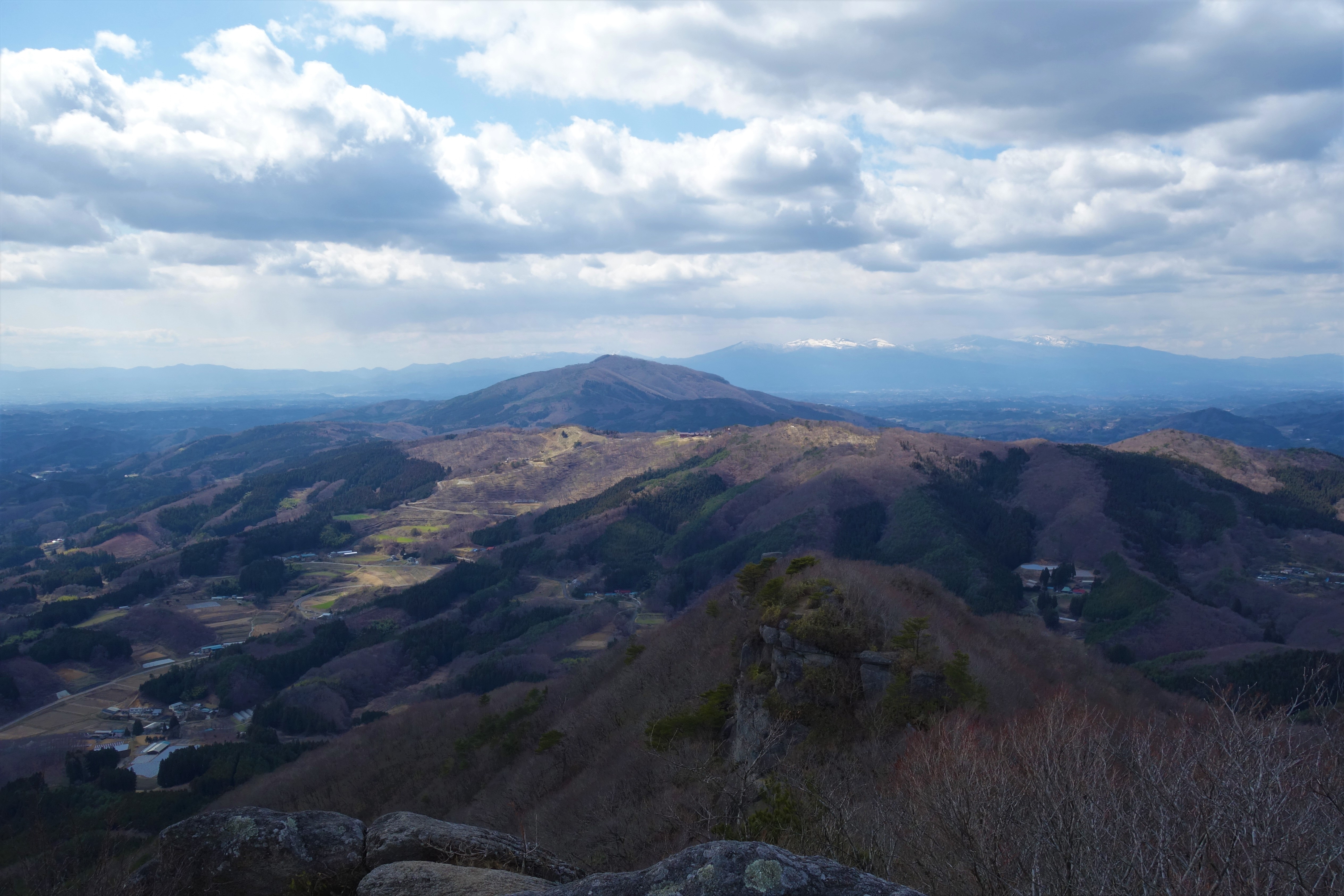
鎌倉岳からの移ヶ岳と安達太良山
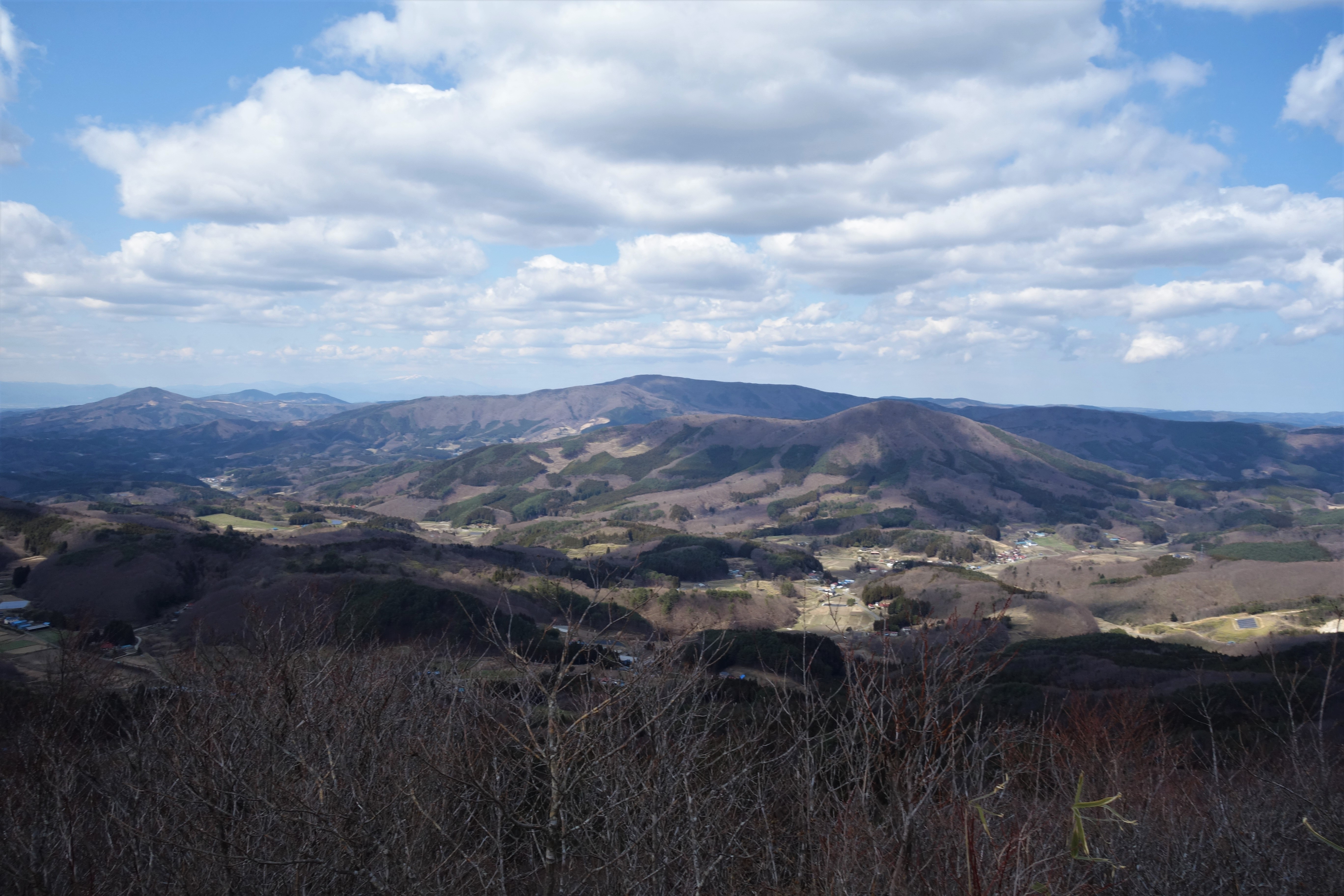
鎌倉岳からの日山
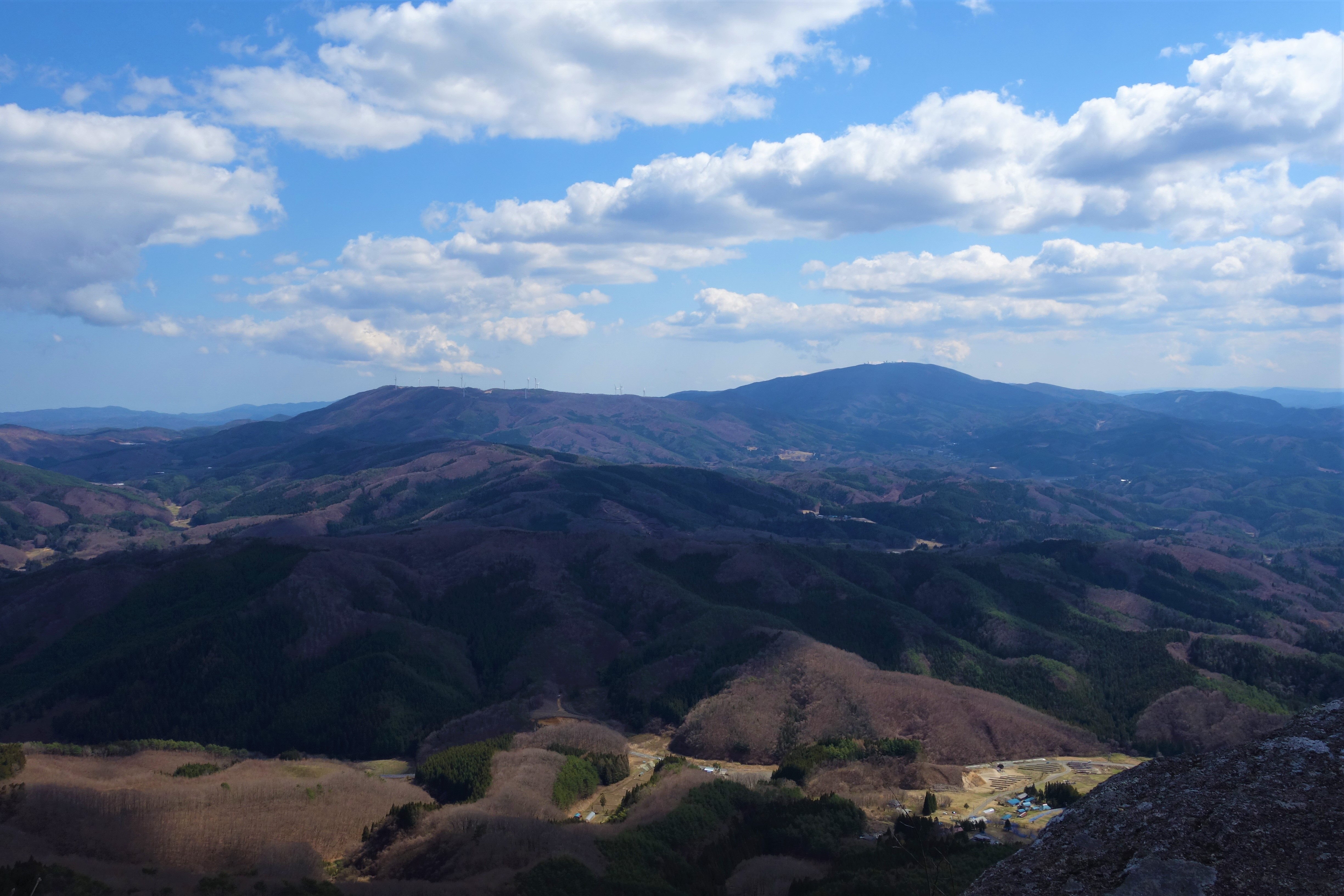
鎌倉岳からの桧山と大滝根山